# Флагман (регбийный клуб)
Флагман — регби клуб из Ярославля, выступает в дивизионе «Центр» Федеральной лиги и в Кубке Золотого Кольца по регби, который разыгрывается между участниками дивизиона «Центр» Федеральной лиги.
Клуб был создан в 2011 году группой энтузиастов во главе с Игорем Скицуновым, ставшим впоследствии президентом Федерации регби города Ярославля. Датой рождения клуба считается 24 апреля, когда прошла первая тренировка команды
В 2013 году команда заняла 1 место в дивизионе «Центр» Федеральной лиги, давшее право участвовать в Финале (финальном турнире) Федеральной лиги, проходившем в Казани. В Финале РК Флагман не смог одержать ни одной победы и занял 8 место. В 2014 — 2 место в дивизионе. В 2015 — 2 место в дивизионе.
В 2013 году за клуб выступал игрок команды Оксфордского университета Мэтт Дженни, проходивший стажировку в Ярославском Университете, в 2015 году ставший игроком сборной Грузии по регби-7 и известный также тем, что в течение года встречался с актрисой Эммой Уотсон.
В сезоне 2016 клуб принял решение не выступать в Федеральной лиге, а сосредоточиться на развитии регби в регионе и участии в Кубке России.